# Poolse speciale eenheden
De Wojska Specjalne (Poolse Speciale Troepen) vormen de speciale eenheden van de Poolse strijdkrachten. De speciale eenheden werden in 2007 samengebracht in een aparte tak van de strijdkrachten. Voordien waren deze eenheden verspreid over de andere takken binnen de krijgsmacht. Het hoofdkwartier van het commando speciale eenheden – POLSOFCOM genaamd – bevindt zich in Krakau.

## Eenheden
| Embleem | Naam                          | Basis     | Oprichting       | Oorsprong                         | Specialiteit                                             |
| ------- | ----------------------------- | --------- | ---------------- | --------------------------------- | -------------------------------------------------------- |
|         | Jednostka Wojskowa Agat       | Gliwice   | 1 juli 2011      | Militaire politie                 |                                                          |
|         | Jednostka Wojskowa Formoza    | Gdynia    | 13 november 1975 | Marine                            | Duiken                                                   |
|         | Jednostka Wojskowa Grom       | Warschau  | 13 juli 1990     | Ministerie van Binnenlandse Zaken | Antiterrorisme                                           |
|         | Jednostka Wojskowa Komandosów | Lubliniec | 1 oktober 1961   | Landmacht                         | Verkenning subversieve oorlogsvoering Speciale operaties |
|         | Jednostka Wojskowa Nil        | Krakau    | 2 december 2008  | —                                 | Ondersteuning van de andere eenheden                     |
|         | 7 Eskadra Działań Specjalnych | Powidz    | 2011             | Luchtmacht                        | Transport en luchtvuursteun                              |